# Émile Georget
Émile Georget (Bossay-sur-Claise, 21 de setembre de 1881 - Châtellerault, 16 d'octubre de 1960) fou un ciclista francès que fou professional entre 1903 i 1914.

## Biografia
Ciclista complet, destacà en muntanya. Durant la seva carrera disputà nou edicions del Tour de França, cursa en la què guanyà nou etapes i fou el primer vencedor al coll del Galibier, el 1911. El 1910 es proclamà campió de França en ruta. També va córrer curses en pista, on destaca la victòria als Sis dies de Tolosa de 1906, junt al seu germà Léon.

## Palmarès
- 1906
  - 1r de les 24 hores de Brussel·les (amb Léon Georget)
  - 1r dels Sis dies de Tolosa (amb Léon Georget)
  - Vencedor d'una etapa del Tour de França
- 1907
  - 1r de la París-Hesdin
  - Vencedor de 6 etapes del Tour de França
- 1909
  - 1r de la París-La Flèche
- 1910
  -  Campió de França en ruta
  - 1r de la Bordeus-París
  - Vencedor d'una etapa del Tour de França
- 1911
  - 1r de la París-Brest-París
  - 1r del Circuit de Tourraine
  - Vencedor d'una etapa del Tour de França
- 1912
  - 1r de la Bordeus-París

### Resultats al Tour de França
- 1905. 4t de la classificació general
- 1906. 5è de la classificació general. Vencedor d'una etapa. Porta el mallot groc durant 1 etapa
- 1907. 3r de la classificació general. Vencedor de 6 etapes
- 1908. Abandona (2a etapa)
- 1910. Abandona (12a etapa). Vencedor d'una etapa
- 1911. 3r de la classificació general. Vencedor d'una etapa
- 1912. Abandona (3a etapa)
- 1913. Abandona (4a etapa)
- 1914. 6è de la classificació general